# Баллинтир
Баллинтир (англ. Ballinteer; ирл. Baile an tSaoir, «дом каменщиков») — южный пригород Дублина, столицы Ирландии. Находится в графстве Дун-Лэаре-Ратдаун (провинция Ленстер). Активное развитие пригорода началось в конце 1960-х годов.

## История
Первоначально пригород состоял из нескольких групп домов на Баллинтир Авеню (Терраса Мейфилд, Сад Баллинтир и Парк Баллинтир), построенных в период с 1920 по 1950 годы. В пригороде их называют «Старый Баллинтир». В конце 1960-х годов началось строительство микрорайона Лудфорд. Затем, в конце 1960-х — начале 1970-х годов, строится четыре новых дороги и микрорайон Лиссадел. В середине 1970-х годов завершилось строительство микрорайона Бродфорд, который продолжал активно расти до начала 1980-х годов. В 2005 году начато строительство последнего микрорайона Баллинтира, завершившееся в середине 2008 года.

## География
Баллинтир расположен примерно в 10 километрах (6 милях) по прямой от центра Дублина. На западе граничит с пригородом Ратфарнем, на востоке с пригородами Сандифорд и Степасайд, на севере с пригородом Дандрум, южная граница — горы Уиклоу.